# اویانکا پرو

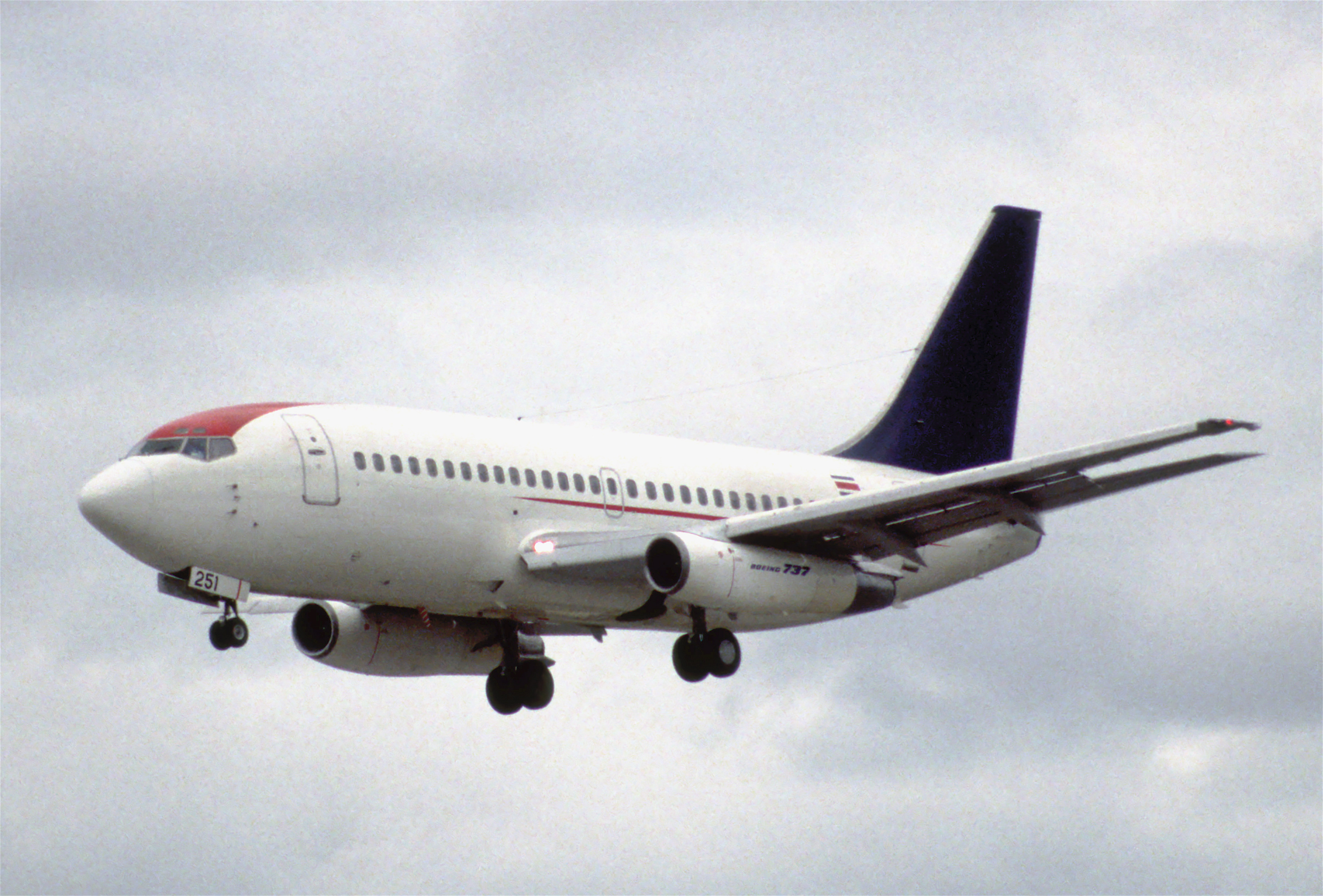
هواپیمای بوئینگ ۷۳۷ متعلق به اویانکا پرو

اویانکا پرو (به اسپانیایی: Avianca Perú) شرکت هواپیمایی پرویی است، که در سال ۱۹۹۹ تأسیس شد و در حال حاضر به‌عنوان زیرمجموعه‌ای از خطوط هوایی اویانکا، روزانه به ۲۱ مقصد، در آمریکای شمالی، کارائیب، آمریکای مرکزی و آمریکای جنوبی، پروازهای مستقیم دارد.
دفتر مرکزی شرکت اویانکا پرو در شهر لیما، پرو قرار دارد و فرودگاه بین‌المللی خورخه چاوز، قطب این شرکت هواپیمایی به‌شمار می‌آید. شرکت اویانکا پرو در حال حاضر در ناوگان هوایی خود، دارای ۸ فروند هواپیمای جت مسافربری است.